# NGC 2304
NGC 2304 ist ein offener Sternhaufen vom Typ II1p im Sternbild Gemini auf der Ekliptik. Der Haufen hat einen Durchmesser von 3 Bogenminuten und eine scheinbaren Helligkeit von 10,0 mag.
Entdeckt wurde das Objekt am 30. Dezember 1783 vom deutsch-britischen Astronomen William Herschel.